# Torneo de Reserva 2007-08
El Torneo de Reserva 2007-08 fue la sexagésimo séptima edición del certamen organizado por la Asociación del Fútbol Argentino. Participaron un total de 18 equipos, todos participantes de la Primera División 2007-08.
Los nuevos participantes fueron: Olimpo, que regresó tras su última participación en la temporada 2005-06; Huracán, que volvió tras su última intervención en la temporada 2002-03; y Tigre, que regresó tras su última intervención en la temporada 1968.
El certamen no terminó de disputarse, por lo que no hubo campeón.

## Equipos
De los 20 equipos, participaron 18 en la edición ya que Gimnasia y Esgrima de Jujuy y San Martín de San Juan desistieron:
| Equipo                      | Ciudad       | Estadio                                  |
| --------------------------- | ------------ | ---------------------------------------- |
| Argentinos Juniors          | Buenos Aires | Diego Armando Maradona                   |
| Arsenal                     | Sarandí      | Julio Humberto Grondona                  |
| Banfield                    | Banfield     | Florencio Sola                           |
| Boca Juniors                | Buenos Aires | Alberto J. Armando                       |
| Colón                       | Santa Fe     | Brigadier General Estanislao López       |
| Estudiantes de La Plata     | La Plata     | Ciudad de La Plata                       |
| Gimnasia y Esgrima La Plata | La Plata     | Juan Carmelo Zerillo Ciudad de La Plata  |
| Huracán                     | Buenos Aires | Tomás Adolfo Ducó Diego Armando Maradona |
| Independiente               | Avellaneda   | Presidente Perón                         |
| Lanús                       | Lanús        | Ciudad de Lanús                          |
| Newell's Old Boys           | Rosario      | Coloso del Parque                        |
| Olimpo                      | Bahía Blanca | Roberto Natalio Carminatti               |
| Racing                      | Avellaneda   | Presidente Perón                         |
| River Plate                 | Buenos Aires | Antonio Vespucio Liberti José Amalfitani |
| Rosario Central             | Rosario      | Gigante de Arroyito                      |
| San Lorenzo de Almagro      | Buenos Aires | Pedro Bidegain                           |
| Tigre                       | Victoria     | José Dellagiovanna                       |
| Vélez Sarsfield             | Buenos Aires | José Amalfitani                          |

### Distribución geográfica de los equipos
| Región                                   | Cant. | Equipos                                                                                          |
| ---------------------------------------- | ----- | ------------------------------------------------------------------------------------------------ |
| Ciudad de Buenos Aires                   | 6     | Argentinos Juniors, Boca Juniors, Huracán, River Plate, San Lorenzo de Almagro y Vélez Sarsfield |
| Conurbano bonaerense                     | 6     | Arsenal, Banfield, Independiente, Lanús, Racing y Tigre                                          |
| Provincia de Santa Fe                    | 3     | Colón, Newell's Old Boys y Rosario Central                                                       |
| Ciudad de La Plata                       | 2     | Estudiantes de La Plata y Gimnasia y Esgrima La Plata                                            |
| Interior de la provincia de Buenos Aires | 1     | Olimpo                                                                                           |

## Sistema de disputa
Se llevó a cabo en dos ruedas, por el sistema de todos contra todos, invirtiendo la localía. La tabla final de posiciones del torneo se estableció por acumulación de puntos.

## Tabla de posiciones
| Pos. | Equipo                      | Pts. | J  | DG  | GF |
| ---- | --------------------------- | ---- | -- | --- | -- |
| 1.°  | Boca Juniors                | 51   | 24 | 21  | 47 |
| 2.°  | Lanús                       | 46   | 23 | 13  | 33 |
| 3.°  | Argentinos Juniors          | 45   | 25 | 10  | 38 |
| 4.°  | Rosario Central             | 45   | 27 | 8   | 45 |
| 5.°  | Estudiantes de La Plata     | 44   | 26 | 4   | 31 |
| 6.°  | Banfield                    | 43   | 27 | 6   | 40 |
| 7.°  | Vélez Sarsfield             | 43   | 26 | 5   | 39 |
| 8.°  | Arsenal                     | 41   | 27 | 2   | 33 |
| 9.°  | San Lorenzo de Almagro      | 35   | 27 | -4  | 25 |
| 10.° | River Plate                 | 33   | 23 | -2  | 35 |
| 11.° | Tigre                       | 32   | 24 | -9  | 25 |
| 12.° | Gimnasia y Esgrima La Plata | 31   | 26 | 4   | 34 |
| 13.° | Colón                       | 30   | 28 | -12 | 28 |
| 14.° | Newell's Old Boys           | 28   | 26 | -7  | 24 |
| 15.° | Independiente               | 28   | 25 | -8  | 21 |
| 16.° | Racing                      | 27   | 25 | -5  | 34 |
| 17.° | Huracán                     | 13   | 28 | -25 | 17 |
| 18.° | Olimpo                      | 12   | 13 | -5  | 4  |